# Бермудські Острови на Чемпіонаті світу з водних видів спорту 2015
Бермудські Острови взяли участь у Чемпіонаті світу з водних видів спорту 2015, який пройшов у Казані (Росія) від 24 липня до 9 серпня.

## Плавання
Плавці Бермудських Островів виконали кваліфікаційні нормативи в дисциплінах, які наведено в таблиці (не більш як 2 плавці на одну дисципліну за часом нормативу A, і не більш як 1 плавець на одну дисципліну за часом нормативу B):
Чоловіки
| Спортсмен       | Дисципліна   | Попередній заплив | Попередній заплив | Півфінал        | Півфінал        | Фінал           | Фінал           |
| Спортсмен       | Дисципліна   | Час               | Місце             | Час             | Місце           | Час             | Місце           |
| --------------- | ------------ | ----------------- | ----------------- | --------------- | --------------- | --------------- | --------------- |
| Джуліан Флетчер | 100 м брасом | 1:03.80           | 52                | Завершив виступ | Завершив виступ | Завершив виступ | Завершив виступ |
| Джуліан Флетчер | 200 м брасом | 2:21.39           | 49                | Завершив виступ | Завершив виступ | Завершив виступ | Завершив виступ |

Жінки
| Спортсменка      | Дисципліна           | Попередній заплив | Попередній заплив | Півфінал         | Півфінал         | Фінал            | Фінал            |
| Спортсменка      | Дисципліна           | Час               | Місце             | Час              | Місце            | Час              | Місце            |
| ---------------- | -------------------- | ----------------- | ----------------- | ---------------- | ---------------- | ---------------- | ---------------- |
| Ребекка Хейлігер | 50 м вільним стилем  | 26.90             | 57                | Завершила виступ | Завершила виступ | Завершила виступ | Завершила виступ |
| Ребекка Хейлігер | 100 м вільним стилем | 58.71             | 57                | Завершила виступ | Завершила виступ | Завершила виступ | Завершила виступ |